# Toranoana
Comic Toranoana (コミックとらのあな) es una tienda dōjin de la empresa Toranoana Inc. (株式会社 虎の穴). Esta tienda se especializa en vender artículos relacionados con la cultura manga. También es conocida por el nombre, "Toranoana", o simplemente, "Tora".

## Sobre la empresa
El nombre, "Toranoana", viene del nombre de la empresa de lucha libre profesional del mismo nombre de la serie de anime Tiger Mask.
En 1996, la empresa se estableció como una yūgen gaisha, una forma de organización japonesa. Se expandió muy rápidamente, con Akihabara como centro de expansión, hasta muchos lugares en Tokio y otras grandes ciudades. En 2003, la compañía se convirtió en una kabushiki kaisha, otra forma jurídica de empresa japonesa.

## Lista de tiendas

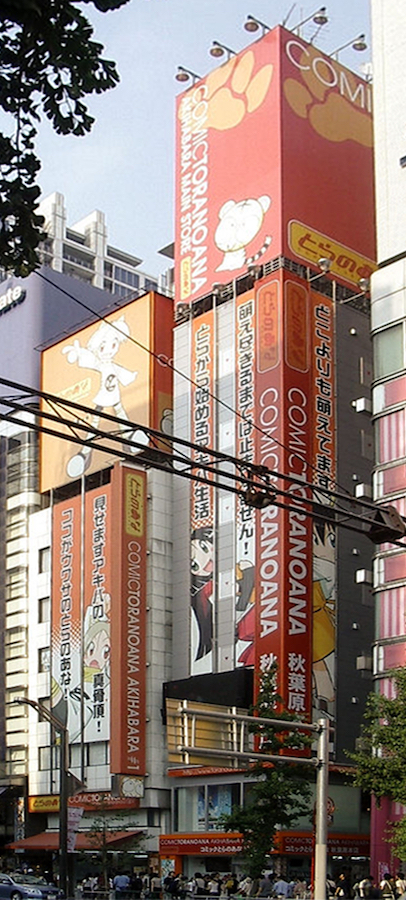
Toranoana Akihabara

Actualmente hay 15 tiendas en Japón, 1 tienda en Taiwán, 3 de las cuales cerraron sus puertas hace algunos años:
Japón
- Sapporo store (Hokkaidō)
- Sendai store (Miyagi)
- Akihabara main store (Tokio)
- Akihabara store #2 (Tokio)
- Ikebukuro store (Tokio)
- Shinjuku store (Tokio)
- Machida store (Tokio)
- Yokohama store (Kanagawa)
- Nagoya store (Aichi)
- Umeda store (Osaka)
- Namba store #1 (Osaka)
- Namba store #2 (Osaka)
- Sannomiya store (Hyogo)
- Hiroshima store (Hiroshima)
- Fukuoka store (Fukuoka)

Taiwán
- Taipéi store